# عزت (فیلم ۱۹۳۷)
عزت (انگلیسی: Izzat) یک فیلم در ژانر درام به کارگردانی فرانتس اوستن است که در سال ۱۹۳۷ منتشر شد. از بازیگران آن می‌توان به دویکا رانی و آشوک کومار اشاره کرد.